# Чехово (курорт)
Чехово — кліматокумисолікувальний курорт в Альшеєвському районі Башкортостану, за 150 км на південний захід від Уфи.
Курорт розташований на схилах Бугульминсько-Белебеївської височини на висоті 280 м. З південного заходу до нього примикає великий масив змішаного лісу. Клімат місцевості помірно-континентальний. Зима помірно холодна, середня температура січня становить -15 °C. Літо тепле, сухе з переважанням сонячної погоди. Середня температура липня +19 °C. Річна кількість опадів не перевищує 400 мм. Основні природні лікувальні фактори — клімат і кумис.